# Квинт Катий
Квинт Ка́тий (лат. Quintus Catius; умер после 205 года до н. э.) — римский политический деятель и военачальник, участник Второй Пунической войны. В 210 году до н. э. занимал должность плебейского эдила и организовал Римские игры совместно с коллегой — Луцием Порцием Лицином. В 207 году до н. э. был легатом в армии консула Гая Клавдия Нерона; командующий оставил его начальником лагеря, когда двинулся против Гасдрубала. В 205 году до н. э. Квинт Катий вместе с Марком Помпонием Матоном совершил поездку в Дельфы, чтобы передать храму Аполлона дары из захваченной добычи.